# Avon, Alabama
Avon là một thị trấn thuộc quận Houston, tiểu bang Alabama, Hoa Kỳ. Dân số năm 2009 là 488 người, mật độ đạt 71 người/km².